# Vincent Wehrle
Vincent Wehrle, O.S.B., né le 19 décembre 1855 à Berg dans le canton de Saint-Gall (Suisse alémanique) et mort le 2 novembre 1941 à Bismarck au Dakota du Nord (États-Unis), est un bénédictin d'origine suisse, fondateur de l'abbaye de Richardton dans le Dakota du Nord, et premier évêque du diocèse de Bismarck.

## Biographie

### Missionnaire
Très tôt conscient de sa vocation, Jean-Baptiste Wehrle fait ses études au séminaire mineur de Saint-Gall dans une période agitée par les événements du Kulturkampf suisse. Cela a pour conséquence d'élever les aspirations missionnaires de beaucoup de jeunes gens, alors que les communautés bénédictines du royaume de Bavière proche retrouvent quant à elles leurs abbayes et qu'en France, avant la IIIe République qui sera hostile aux congrégations, l'Ordre de Saint-Benoît renaît de ses cendres grâce à Dom Prosper Guéranger. Le séminaire est fermé par les autorités cantonales et Vincent Wehle poursuit ses études chez les Bénédictins de l'abbaye d'Einsiedeln. Il y fait sa profession en 1876, sous le nom de religion de Vincent de Paul. Il est ordonné prêtre le 23 avril 1882. Tout de suite après, il se porte volontaire pour l'Amérique et est envoyé trois ans missionner en Arkansas chez les colons immigrés allemands en ayant l'abbaye de Subiaco (Arkansas) comme base. Il est ensuite vicaire pendant deux ans chez les colons dans l'Indiana, basé à l'abbaye Saint-Meinrad. C'est alors que l'évêque du Territoire du Dakota (qui n'était pas encore un État), Martin Marty, O.S.B., un ancien de l'abbaye d'Einsiedeln qui était devenu ensuite abbé de l'abbaye Saint-Meinrad, l'invite à le rejoindre.
Après avoir travaillé pendant un an auprès des Indiens du sud du Territoire, le jeune Père Wehrle est nommé curé de la paroisse naissante de Devils Lake au nord-est qui se trouve près de la nouvelle ligne de chemin de fer du Great Northern Railroad. Il doit parcourir un immense espace qui s'étend sur plus de 200 kilomètres de long. Aussi rêve-t-il de faire construire un monastère qui serait comme une halte pour lui et un soutien pour ses paroissiens, dispersés sur des territoires peu habités et fort étendus. Le Territoire de Dakota devient les deux États du sud et du nord en 1889 et deux évêques sont nommés : Martin Marty prend le siège de Sioux Falls au sud et John Shanley celui du nord à Jamestown bientôt transféré à Fargo. Ce dernier approuve le projet du P. Wehler en 1893 et des novices ou candidats de Suisse et des premières abbayes américaines arrivent. Le petit prieuré de Saint-Gall à Devils Lake ouvre deux ans plus tard une école. À cette époque beaucoup d'Allemands de la Volga et d'autres régions de la Russie impériale sont attirés par les conditions offertes aux colons fermiers et un afflux de nouveaux arrivants germanophones se produit. Ils installent une colonie importante dans le diocèse en 1889. Aussi le P. Wehrle et ses compagnons décident-ils de déménager le prieuré pour se rapprocher d'eux et un nouveau prieuré dédié à Notre-Dame de l'Assomption est construit en 1899 à Richardton (à près de 80 kilomètres de Bismarck). Quelques mois plus tard, John Shanley y bénit une nouvelle école de garçons qui va des classes enfantines aux classes de théologie. 
Le R.P. Wehrle est nommé abbé du prieuré de l'Assomption de Richardton, devenue abbaye, le 24 novembre 1903. C'est l'époque où de nouvelles paroisses fondées pour les nouveaux immigrés d'Autriche-Hongrie s'ouvrent l'une après l'autre (Mott, Lefor (en), Strasburg, etc.). Les moines éditent à partir de 1907 un hebdomadaire en allemand Der Volkesfreund (l'Ami du peuple). À la mort de John Shanley en 1909, Rome érige un diocèse supplémentaire à Bismarck (Dakota du Nord) et le R.P. Wehrle y est nommé, le 9 avril 1910.

### Évêque
Vincent Wehrle, premier évêque de Bismarck, est consacré le 19 mai 1910 au séminaire de la ville de Saint Paul (Minnesota) des mains de John Ireland. Cette cérémonie est une des plus importantes de l'époque et la plus solennelle pour les Américains catholiques d'alors, car six évêques sont consacrés en même temps pour de nouveaux diocèses.
Dès son installation, à laquelle assiste le gouverneur John Burke, Vincent Wehrle n'a de cesse de fonder des paroisses, de nouvelles écoles, des hôpitaux, alors que de nouvelles implantations se créent. Cependant ce pionnier n'est pas prêt à abandonner son poste de Père-abbé de Richardton et il obtient la permission du Saint-Siège de demeurer et Père-abbé et évêque… Des difficultés financières dues à de mauvaises récoltes l'obligent à démissionner de Sainte-Marie en 1915 et il est remplacé par l'abbé Placide Hoenerbach.
En vingt-neuf ans d'épiscopat, alors que les catholiques passent de 25 000 à 55 000, il fait construire 55 églises, venir 115 congrégations, ouvrir 18 écoles, et établir quatre hôpitaux. Il travaille à la fin avec 105 prêtres dans 74 paroisses et leurs 82 missions auxquelles elles sont attachées. 
Il doit être hospitalisé en 1937 et démissionne pour raison de santé le 11 décembre 1939 et est nommé évêque titulaire de Teos (de). Il meurt à l'hôpital St. Alexius, le 2 novembre 1941, jour des Défunts. Vincent James Ryan lui succède.